# Private Practice
Private Practice è una serie televisiva statunitense di genere medico trasmessa dal 2007 al 2013 sul canale ABC per un totale di sei stagioni.
Nata come spin-off di Grey's Anatomy, la serie è ambientata nella fittizia clinica privata Oceanside - Wellness Group di Los Angeles, e segue le vicende della dottoressa Addison Montgomery (già tra i protagonisti di Grey's Anatomy) e dei suoi colleghi.
In Italia la serie è stata trasmessa in prima visione a pagamento da Fox Life e in chiaro da Rai 2; in Svizzera la prima visione in lingua italiana è avvenuta su RSI LA1.
L'11 maggio 2012 la serie è stata rinnovata dalla ABC per una sesta stagione, la quale è stata in seguito annunciata essere la stagione conclusiva della serie.

## Trama
Dopo aver perso la corsa per diventare primario del Seattle Grace Hospital, Addison Montgomery decide di dare una svolta alla sua vita e si trasferisce da Seattle a Los Angeles, dove accetta l'offerta di lavoro dei suoi ex compagni di università, Sam e Naomi Bennett, i quali hanno aperto e dirigono l'Oceanside - Wellness Group, una clinica privata.

## Episodi
| Stagione         | Episodi | Prima TV USA | Prima TV in italiano |
| ---------------- | ------- | ------------ | -------------------- |
| Prima stagione   | 9       | 2007         | 2007-2008            |
| Seconda stagione | 22      | 2008-2009    | 2009                 |
| Terza stagione   | 23      | 2009-2010    | 2009-2010            |
| Quarta stagione  | 22      | 2010-2011    | 2010-2011            |
| Quinta stagione  | 22      | 2011-2012    | 2012                 |
| Sesta stagione   | 13      | 2012-2013    | 2013                 |

### Episodio pilota
Il 3 maggio 2007 è stato trasmesso negli Stati Uniti da ABC il doppio episodio pilota di Private Practice, dal titolo L'altro lato della vita (The Other Side of This Life) e diretto da Michael Grossman. Si tratta di un backdoor pilot corrispondente al 22º e 23º episodio della terza stagione di Grey's Anatomy.
In Italia l'episodio è stato trasmesso il 2 luglio 2007 da Fox Life, all'interno di Grey's Anatomy.

## Personaggi e interpreti
- Addison Montgomery (stagioni 1-6), interpretata da Kate Walsh, doppiata da Laura Boccanera.
Chirurgo neonatale, ostetrica e ginecologa.
- Peter "Pete" Wilder (stagioni 1-5), interpretato da Tim Daly, doppiato da Christian Iansante.
Infettivologo e medico naturopata.
- Naomi Bennett (stagioni 1-4, guest 6), interpretata da Audra McDonald, doppiata da Alessandra Cassioli.
Endocrinologa, specialista della fertilità.
- Cooper "Coop" Freedman (stagioni 1-6), interpretato da Paul Adelstein, doppiato da Alessandro Quarta.
Pediatra.
- Charlotte King (stagioni 1-6), interpretata da KaDee Strickland, doppiata da Francesca Guadagno.
Capo del reparto di chirurgia del St. Ambrose Hospital.
- William "Dell" Parker (stagioni 1-3), interpretato da Chris Lowell, doppiato da Francesco Venditti.
Addetto alla reception, studente di ginecologia e ostetricia.
- Samuel "Sam" Bennett (stagioni 1-6), interpretato da Taye Diggs, doppiato da Roberto Draghetti.
Cardiologo, ex marito di Naomi.
- Violet Turner (stagioni 1-6), interpretata da Amy Brenneman, doppiata da Roberta Pellini.
Psichiatra.
- Sheldon Wallace (stagione 4-6, ricorrente 2-3), interpretato da Brian Benben, doppiato da Paolo Marchese.
Psichiatra.
- Amelia Shepherd (stagione 4-6, ricorrente 3), interpretata da Caterina Scorsone, doppiata da Domitilla D'Amico.
Neurochirurgo e neurologa.
- Jake Reilly (stagioni 5-6, guest star 4), interpretato da Benjamin Bratt, doppiato da Saverio Indrio.
Endocrinologo della riproduzione e dell'infertilità.
- Mason Freedman (stagioni 5-6), interpretato da Griffin Gluck, doppiato da Andrea Di Maggio.
È il figlio di Cooper, il quale lo ha avuto senza saperlo da una sua ex fidanzata di nome Erica.

## Produzione
Il 21 febbraio 2007, il The Wall Street Journal riportò la notizia che l'emittente ABC aveva l'intenzione di creare uno spin-off della serie Grey's Anatomy. La nuova serie venne ideata da Shonda Rhimes e presentata in un backdoor pilot, un doppio episodio pilota corrispondente all'episodio L'altro lato della vita della terza stagione di Grey's Anatomy. A Shonda Rhimes si aggiunsero diversi produttori esecutivi: Betsy Beers, Mark Gordon, Mark Tinker, Jon Cowan e Robert Rovner.

### Cast
I membri del cast ingaggiati per girare il backdoor pilot – Kate Walsh, Taye Diggs, Paul Adelstein, KaDee Strickland, Tim Daly, Amy Brenneman e Chris Lowell – vennero tutti confermati, ad eccezione di Merrin Dungey, interprete di Naomi Bennet, che venne sostituita da Audra McDonald. La ABC annunciò la scelta il 29 giugno 2007, con la spiegazione che non si era instaurata una sinergia comprovante una forte amicizia con la protagonista. Anche nella versione italiana si è risentito di questo cambiamento: se infatti nei due episodi pilota il personaggio di Naomi era doppiato da Laura Romano, con l'inizio vero e proprio della serie il doppiaggio del personaggio è passato ad Alessandra Cassioli.
La serie ha ospitato diverse guest star, come Idina Menzel, David Sutcliffe, Jayne Brook e Josh Hopkins.

### Riprese
La riprese interne della serie avvengono in una banca di Santa Monica, in California, mentre quelle esterne altrove. Le case dove vivono Addison e Sam si affacciano su una spiaggia della stessa città.

## Accoglienza

### Pubblico
Il primo episodio della serie, dalla durata di due ore, è stato trasmesso dalla ABC il 26 settembre 2007, ed è stato seguito da oltre 14 milioni di telespettatori.

### Critica
Nonostante Kate Walsh si sia detta subito molto soddisfatta di questo nuovo show, il primo episodio, intitolato Addison fa la sua comparsa, è stato per lo più recensito negativamente dalla critica. Tra le tante, quella del The New York Times ha sostenuto che l'episodio occupa troppo tempo a presentare i personaggi, e che Addison rappresenta uno dei personaggi più deprimenti della condizione femminile dai tempi de La campana di vetro. Shonda Rhimes ha risposto alle critiche replicando di aver appena iniziato a creare una serie nuova, e che come tale essa deve avere il tempo di trovare una sua strada precisa.
In seguito, a un anno di distanza, la stessa Rhimes ha ammesso che lo show è molto migliorato dagli inizi; a suo dire, a ciò ha contribuito lo sciopero degli sceneggiatori del 2007-2008, che ha permesso alla produzione di Private Practice di avere del tempo a disposizione per fermarsi e ripensare lo sviluppo della serie.